# 鈴木健人
鈴木 健人（すずき たけと、1990年4月2日 - ）は、日本の俳優。MSエンタテインメントに所属していた。

## 略歴・人物
1990年(平成2年)4月2日東京都生まれ。
1996年(平成8年)八王子市立南大沢小学校に入学。
2003年(平成15年）八王子市立南大沢中学校に入学するとともに城福浩、長島裕明らにスカウトされて、FC東京の下部組織・FC東京U-15に所属する。同年の日本クラブユースサッカー選手権 (U-15)大会 (2003年)で優勝。監督に本吉剛、メンバーには、吉本一謙、権田修一、森村昂太、中野遼太郎、稲葉基輝、椋原健太、廣永遼太郎、丸山祐市、井澤惇、岡田翔平、田中奏一、加藤淳也、三田啓貴、六平光成、藤原広太朗、井上亮太、岩渕良太、山崎侑輝、宮澤勇樹などがいた。
2004年、(平成16年)FC東京U-15深川所属メンバーに阿部巧、山崎直之、守山健二などが加入。2004ナショナルトレセンU-14に田端信成、宮阪政樹、大竹洋平端戸仁、齋藤学、山田直輝、佐藤優平、吉田勇樹、島川俊郎、比嘉厚平、大﨑淳矢などと参加。また、パリ国際大会に団長村林裕、監督天野賢一、コーチ奥原崇と参加し7位という成績を残している。
2005年、(平成17年)FC東京U-15深川所属コーチ陣に北慎、メンバーに武藤嘉紀、高木利弥、松藤正伸、上形洋介などが加入。ナショナルトレセンU-14〔東日本〕に山村佑樹、重松健太郎大津祐樹、高橋峻希、原口元気、扇原貴宏、山口蛍、大塚翔平、丸橋祐介、菅沼駿哉などと参加。
また、同年より東京ヴェルディの下部組織・ヴェルディジュニアユースに移籍。日本クラブユースサッカー選手権 (U-15)大会 (2005年)でベスト4。監督に菅沢大我、GKコーチに菊池新吉、フィジカルコーチに広瀬統一、メンバーには、和田拓也、富所悠、高木俊幸、高橋祥平、窪田良、都並優太、北脇健慈、高木善朗、小林祐希、キローラン菜入、南部健造、キローラン木鈴、高野光司、相馬将夏などがいた。
2006年、(平成18年)和光高等学校に入学するとともに東京ヴェルディの下部組織・ヴェルディユースに昇格。同年の日本クラブユースサッカー選手権 (U-18)大会 (2006年)で準優勝。監督に柴田峡、コーチ陣に菊原志郎、西ヶ谷隆之、GKコーチに中村和哉、メンバーには、皆川翔太、エルサムニー・オサマ、小林裕紀、河野広貴、征矢智和、奥田大二郎、高木駿、平智広、真野亮二、久利研人、山越享太郎などがいた。また、渡辺裕太、柄本時生、大和田健介、薬丸翔、亀田七海、RINA、OKAMOTO'S、チャラン・ポ・ランタン、KANDYTOWNとは、同じ高校に通っていた。
2007年、(平成19年)東京ヴェルディユース1969ユース所属コーチ陣に中村忠、メンバーに三竿雄斗などが加入。
2009年、(平成21年)玉川大学に入学。
2012年、(平成24年)西川貴教のイエノミ!!　TOKYO meteorite BOYZ オーディションでT.M.Revolution西川貴教に紹介される。
2016年、(平成28年)カズオ・イシグロ原作ドラマ、わたしを離さないでに出演。TVドラマ初出演。

## 出演

### 映画
- 雪どけ -  竹内哲平役（2014年、水元泰嗣監督）[18]

### ドラマ
- わたしを離さないで　第3話（2016年1月29日、TBS）
- ドクターX〜外科医・大門未知子〜　スペシャル　(2016年7月3日、テレビ朝日)

### 舞台
- バンク・バン・レッスン（2014年8月13日-8月17日、ベニバラ兎団プロデュース公演）[19]
- ドツボ（2015年4月29日-5月3日、劇団コラソン公演）
- REBORN（2015年6月20日-6月22日、劇団コラソン公演）
- 大きな虹のあとで 〜不動四兄弟〜（2015年8月28日-8月30日、VOATアクターズスタジオ第5回本公演）

### その他
- トロン: レガシー　公開記念イベント「トロン・ボーイ コンテスト」 (2010年）
- 西川貴教のイエノミ!!　TOKYO meteorite BOYZ オーディション（2012年）
- DVDシネマ　片道キャッチボール- 坂上大吾役（2013年、澤口明宏監督)
- 劇団コラソンアワード (2015年）